# Августовски китови
Августовски китови (енгл. The Whales of August) је америчка драма из 1987. године, са Бети Дејвис и Лилијан Гиш у главним улогама. Ово је филм о две сестре, старице, које се у својој кући на обали мора присећају лепих и ружних ствари које су заједно проживеле, али и покушавају да сачувају мир који им нарушавају непожељни посетиоци. Ен Садерн је за своју изведбу била номинована за Оскар за најбољу споредну глумицу.

## Улоге
| Глумац          | Улога            |
| --------------- | ---------------- |
| Бети Дејвис     | Либи Стронг      |
| Лилијан Гиш     | Сара Вебер       |
| Винсент Прајс   | господин Маранов |
| Ен Садерн       | Тиша             |
| Хари Кери Млађи | Џошуа            |
| Мери Стинберџен | млада Сара       |